# Moderns
Moderns è un film del 1988 diretto da Alan Rudolph. La pellicola è stata presentata in concorso alla 45ª Mostra internazionale d'arte cinematografica di Venezia nel 1988.